# Saladin

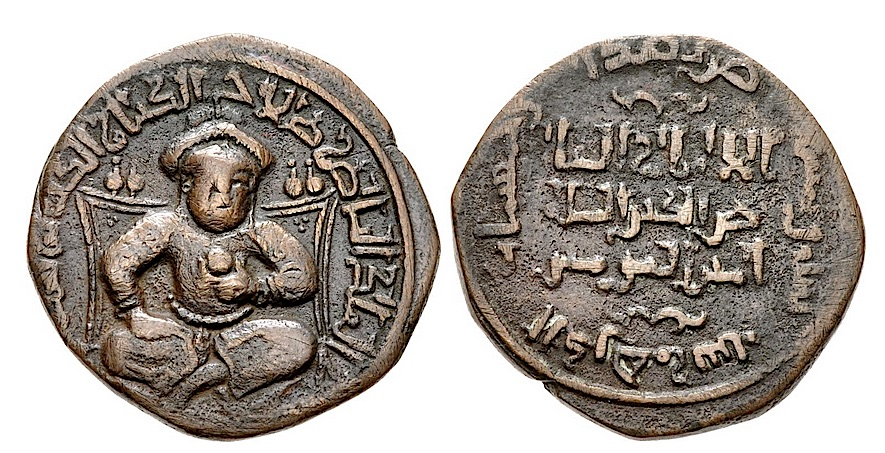
Kupfer-Dirham mit dem Idealbild einer Saladin repräsentierenden, thronenden Herrschergestalt mit Globus in der Linken; geprägt (laut Rückseite) 586 H. (1190/1191).
Die umlaufende Inschrift lautet:.

Saladin (arabisch صلاح الدين يوسف بن أيّوب الدويني Salah ad-Din Yusuf ibn Ayyub ad-Dawīnī, DMG Ṣalāḥ ad-Dīn Yūsuf b. Aiyūb ad-Dawīnī ‚Heil der Religion, Yusuf, Sohn Ayyubs aus Dwin‘ mit dem Titel al-Malik an-Nasir / الملك الناصر / al-Malik an-Nāṣir / ‚der siegreiche Herrscher‘; geboren 1137/1138 in Tikrit; gestorben am 3. März oder 4. März 1193 in Damaskus) war ab 1171 der erste Sultan von Ägypten und ab 1174 Sultan von Syrien. Als kurdischstämmiger Führer gründete er die Dynastie der Ayyubiden.
Unter dem Namen „Sultan Saladin“ wurde er zu einem Mythos der muslimischen Welt und vorbildhaften islamischen Herrscher. Er eroberte im Jahr 1187 Jerusalem. Als erfolgreicher Gegenspieler der Kreuzfahrer wurde er oft verklärt und romantisiert. Die moderne Geschichtsschreibung hingegen geht davon aus, dass er seine Rolle als Verteidiger des Islam auch als Legitimation seiner machtpolitischen Ziele benutzte.

## Leben und Wirken

### Herkunft und erste administrative und militärische Aufgaben

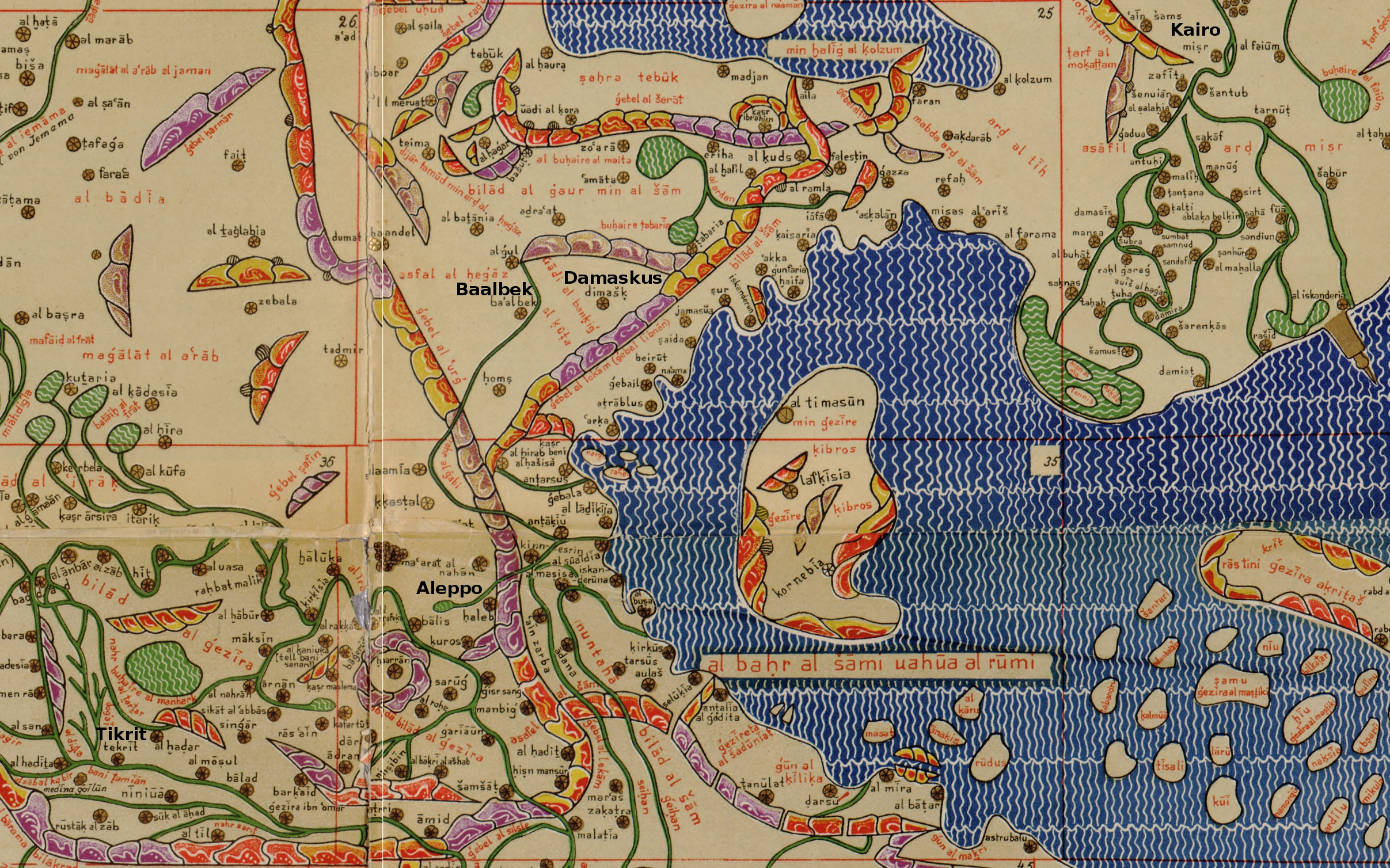
Saladins Lebens- und Wirkungsbereich im Jahr 1154 auf einer aus Einzelkarten al-Idrisis zusammengestellten Weltkarte. Die Karte ist süd-orientiert. Die Umschrift der geografischen Orte stammt von Konrad Miller. Tikrit, Baalbek, Damaskus, Aleppo und Kairo wurden zusätzlich fett beschriftet.

Saladin stammte aus einer kurdischen Familie. Sein Vater Nadschmuddin Ayyub wurde in Dwin im heutigen Armenien geboren und war Gouverneur der Seldschuken in Tikrit. Später diente er mit seinem Onkel Schirkuh im Heer von Zengi und dessen Sohn Nur ad-Din. Saladin wuchs in Baalbek und in Damaskus auf, wo sein Vater jeweils Gouverneur Nur ad-Dins war. Einige Mitglieder seiner Familie waren zu hohen Posten gekommen und dienten dem Heranwachsenden als Vorbilder: sein Vater Nadschmuddin Ayyub, sein Onkel Schirkuh, der Bruder seiner Mutter Schihab ad-Din al-Harimi sowie sein älterer Bruder Turan Schah.

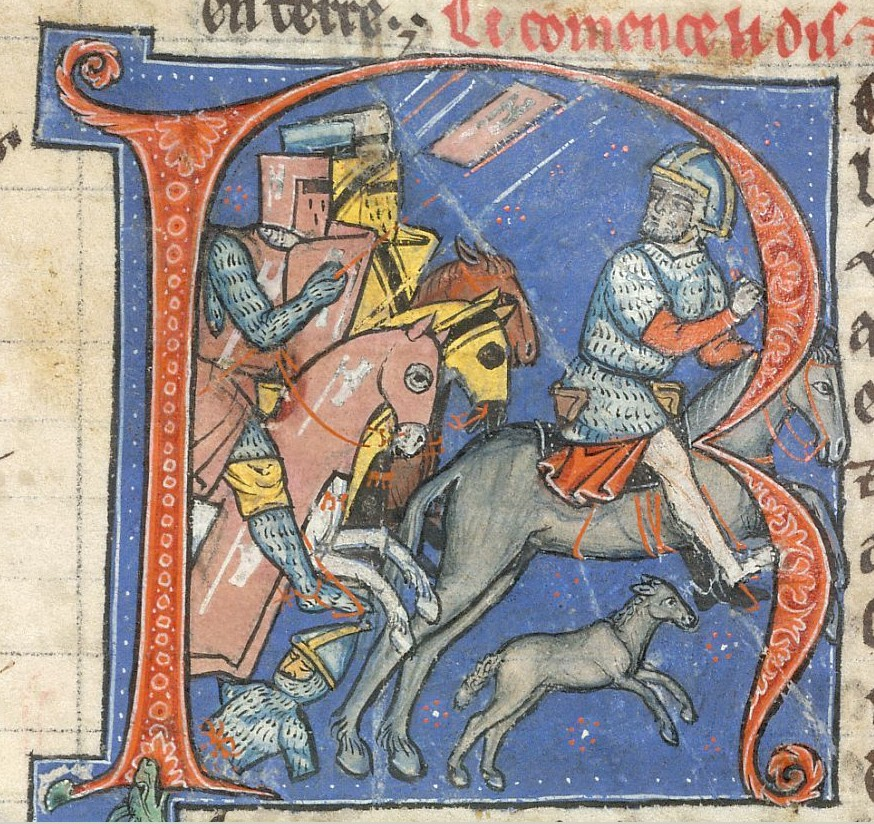
Nur ad-Din, Saladins Herr und Förderer, auf einer französischen Miniatur des 13. Jahrhunderts.

1152 wurde Saladin im Alter von vierzehn Jahren von Nur ad-Din in Aleppo in den Militärdienst übernommen und erhielt ein eigenes Lehen. 1154 gelang Nur ad-Din die Vereinigung von Aleppo und Damaskus. Zwei Jahre später machte er Saladin als Nachfolger von Turan Schah zum Leiter einer städtischen Polizeitruppe (Shiḥna) in Damaskus. Aus Protest gegen Betrügereien in der Finanzverwaltung legte Saladin dieses Amt jedoch nieder und kehrte in den Militärdienst zurück. Kurz danach vertraute ihm Nur ad-Din den Posten eines Verbindungsoffiziers zu seinen Kommandeuren an. Saladin blieb stets an der Seite des Sultans und erhielt dadurch aus erster Hand Einsichten in die Erfordernisse, einer feudalen Militärorganisation vorzustehen. Nur ad-Dins leidenschaftliche Befolgung der religiösen Vorschriften dagegen scheint ihn zu diesem Zeitpunkt noch nicht beeinflusst zu haben, denn er schloss sich den 1157 von seinem Vater sowie 1160 und 1161 von Schirkuh geführten Pilgerkarawanen nach Mekka nicht an.
1163 befahl Nur ad-Din Saladin, seinen Onkel Schirkuh bei einer Militäraktion nach Ägypten zu begleiten. Ziel war es, Schawar als Wesir in Ägypten durchzusetzen. Doch dieser verbündete sich 1164 mit König Amalrich I. von Jerusalem gegen Schirkuh, und Schirkuh war gezwungen, sich aus Ägypten zurückziehen. Bei dieser Aktion führte Saladin erstmals eigenständig ein Kommando. Er konnte die Festungsstadt Bilbais einnehmen und drei Monate lang halten. Nach seiner Rückkehr nach Damaskus übergab ihm Nur ad-Din zum zweitenmal den Posten des Shiḥna. Sein geringer Eifer in diesem Amt brachte ihm die Kritik des obersten Richters Kamal ad-Din ibn al-Sharazuri ein, was seinem Ansehen bei Nur ad-Din aber nicht schadete. Auch auf weiteren Kriegszügen nach Ägypten im Januar 1167 und im Dezember 1168 begleitete Saladin Schirkuh auf dessen ausdrücklichen Wunsch hin. Im Januar 1169 nahm Saladin Schawar fest, der auf Befehl des Kalifen al-ʿĀdid getötet wurde. Wesir wurde nun Saladins Onkel Schirkuh.

### Herrschaft über Ägypten und Syrien

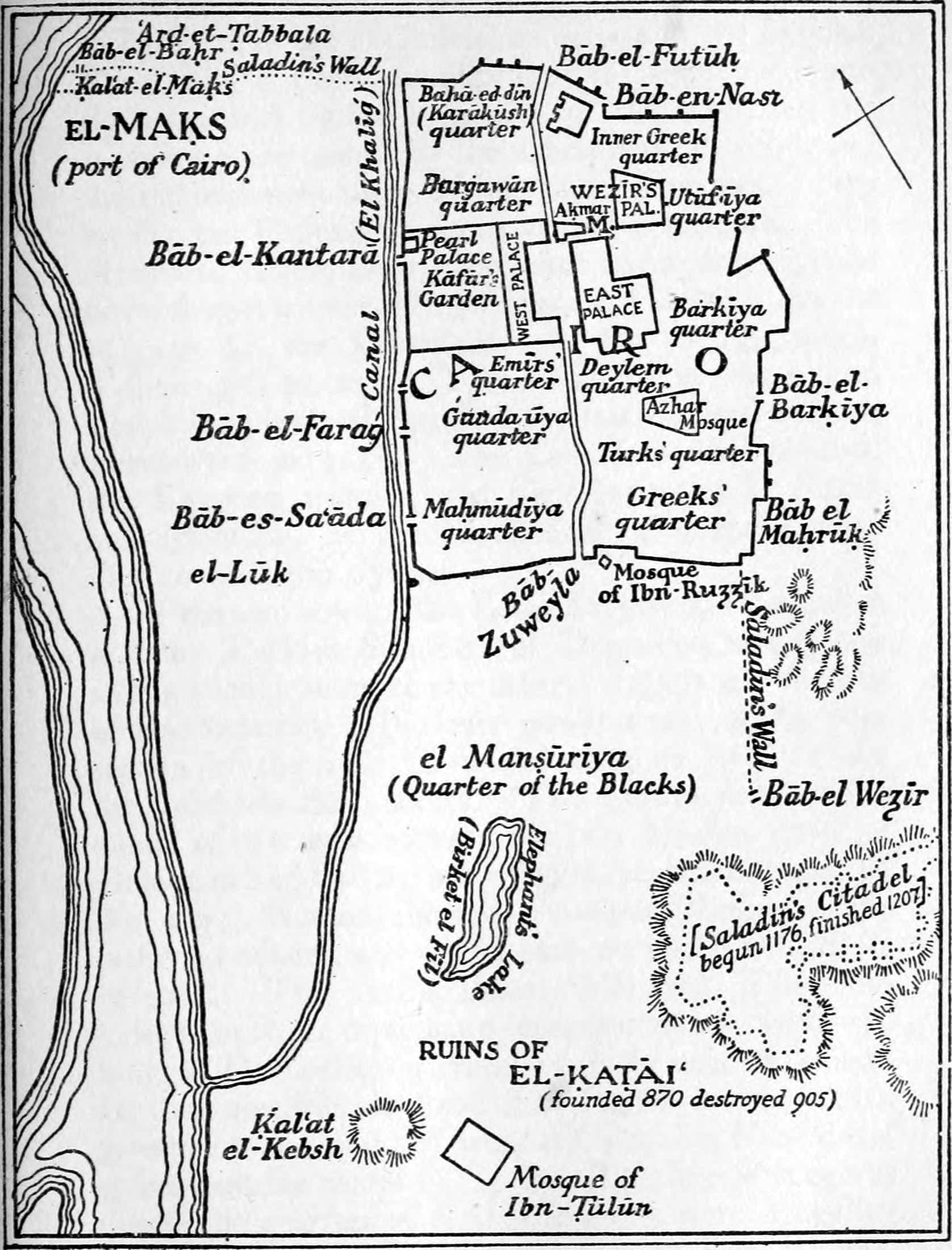
Kairo im 12. Jahrhundert, Karte aus Stanley Lane-Pooles The Story of Cairo mit Zitadelle (Saladin's Citadelle) und Stadtmauer (Saladin's Wall)

Im März 1169 erhielt Saladin nach dem Tod Schirkuhs den Oberbefehl über Ägypten, zuerst noch als Wesir des letzten Fatimidenkalifen al-ʿĀdid. Nach dessen Tod 1171 herrschte Saladin allein als Sultan von Ägypten. Er stellte die sunnitische Orthodoxie in Ägypten wieder her. Beispielsweise gründete er theologisch-juristische Hochschulen, setzte den obersten Richter ab und installierte stattdessen einen sunnitischen Rechtsgelehrten. Den Handel und die steuerlichen Abgaben richtete er nach dem sunnitisch-islamischen Recht aus und auch persönlich zog er Konsequenzen, indem er schon als Wesir das Weintrinken und andere Vergnügungen aufgab und ein eher bedürfnisloses Leben führte. Kairos Zitadelle und Stadtmauer ließ er ausbauen, ein strategisches und ideologisches Zeichen für die sunnitisch ausgerichtete Macht der Ayyubiden über Ägypten. 1174 überwarf er sich mit Nur ad-Din. Nach dessen Tod ergriff Saladin noch im selben Jahr gegen dessen von ihm zunächst anerkannten, minderjährigen Erben auch die Herrschaft über Syrien – außer Aleppo. Zwischen Ende 1174 und Mitte 1176 führte er mehrere erfolgreiche Kriegszüge gegen seine muslimischen Nachbarn, so nahm er im Dezember 1174 Hama, im März 1175 Homs und Baalbek ein und besiegte die Zangiden im April 1175 bei den Hörnern von Hama und im April 1176 in Tall as-Sultan. Im Mai und Juni 1176 nahm er Buzāʾa und Aʿzāz ein. Im Feldlager von Aʿzāz war ein zweiter, wieder erfolgloser Versuch von Fidāʾiyyīn der Assassinen, ihn zu ermorden, gescheitert. Kurz danach, im August 1176, belagerte Saladin die assassinische Festung Masyaf, ohne sie einnehmen zu können. Anfang September 1176 heiratete er Ismataddīn Khātūn, die Witwe Nur ad-Dins. Damit betonte er seine Legitimation als Nachfolger Nur ad-Dins.
Damaskus war nun Saladins bevorzugter Aufenthaltsort. Das wirtschaftlich starke Ägypten dagegen blieb der ungeliebte, aber reiche Geldgeber für Saladins ständige Kriege. An al-Qadi al-Fadil schrieb Saladin, Ägypten sei für ihn nicht mehr als eine Hure, die beim Versuch, ihn von seinem treuen Weib Syrien zu trennen, gescheitert sei.

### Erweiterung des Herrschaftsgebietes, Sieg bei Hattin und Eroberung Jerusalems

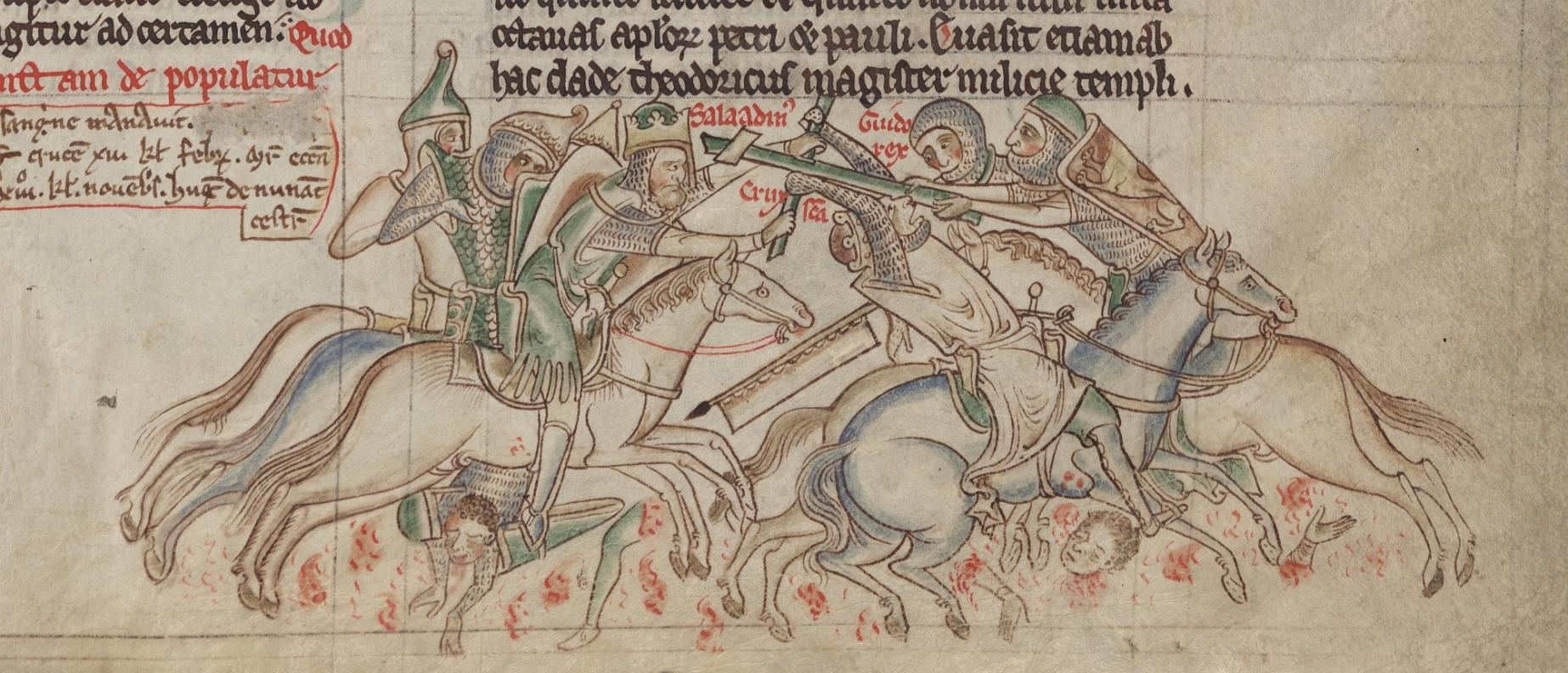
Die Schlacht bei Hattin: Saladin entreißt dem fliehenden König Guido das Heilige Kreuz, das seither verschollen ist. Darstellung aus der Chronica maiora des Matthäus Paris, um 1250.

1177 scheiterte ein erster Großangriff Saladins auf das christliche Königreich Jerusalem in der Schlacht von Montgisard. Mit der Angliederung von Aleppo im Jahr 1183 und – nach schwerer Krankheit – auch von Mossul im Jahr 1186 hatte Saladin die Macht, das Königreich Jerusalem erneut anzugreifen und sein propagandistisch größtes Ziel zu erreichen, die Rückeroberung von dessen Hauptstadt und darüber hinaus die Wiederherstellung des islamischen Großreiches unter seiner Führung. Voraussetzung dafür war auch der entscheidende Sieg über die Kreuzfahrer unter Guido von Lusignan in der Schlacht bei Hattin am 4. Juli 1187. Bei der Bewertung dieser Schlacht und deren Folgen spielte Saladins Eroberung des von den Christen mitgeführten Heiligen Kreuzes eine wichtige Rolle. Der arabische Geschichtsschreiber Ibn-al-Aṯīr begründete Saladins Heiligen Krieg (Dschihad) gegen die als Ungläubige bezeichneten Kreuzfahrer unter anderem mit deren Götzendienst durch die Verehrung und Anbetung des Heiligen Kreuzes. Saladin eroberte am 2. Oktober 1187 Jerusalem und setzte damit der christlichen Herrschaft über die Stadt nach 88 Jahren vorerst ein Ende. Dort ließ er viele christliche Kirchen in Moscheen umwandeln. Alle an die Christen erinnernden Inschriften wurden beseitigt. Die Kirche St. Anna wurde zu einer schafiitischen Madrasa, das Haus des Patriarchen zu einem Sufi-Kloster. Die Grabeskirche allerdings blieb unangetastet. In der al-Aqsa-Moschee ließ er Nur ad-Dins für diese Moschee vorgesehenen Minbar aufstellen. In welcher Rolle sich Saladin selbst dabei sah, zeigt die am Minbar neu angebrachte Inschrift, in der er sich als „Freund Gottes“ bezeichnen ließ, was im Islam eigentlich Heiligen vorbehalten ist.

### Letzte militärische Erfolge, Niederlagen gegen Richard Löwenherz und Waffenstillstand

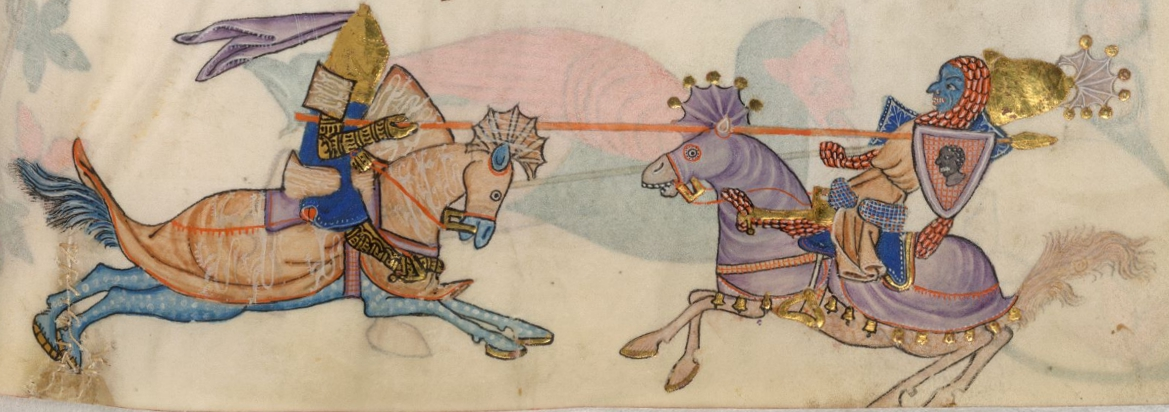
Legendärer Kampf zwischen Richard Löwenherz (links) und Saladin (rechts) vor Jaffa. Darstellung aus dem Luttrell-Psalter (1325–1335). In Wirklichkeit begegneten sich die beiden Kriegsherren nicht persönlich.

Bis 1189 eroberte er weite Teile der Kreuzfahrerstaaten Jerusalem, Tripolis und Antiochia. Erst der Dritte Kreuzzug konnte ihn daran hindern, die Kreuzfahrerstaaten vollständig zu vernichten. Während diesem verlor er 1191 die wichtige Hafenstadt Akkon und erlitt Niederlagen gegen Richard Löwenherz bei Arsūf und 1192 bei Jaffa. 1192 kam es zum Waffenstillstand zwischen ihm und seinem Gegner, dieser dauerte drei Jahre und acht Monate. Im dazugehörigen Vertrag garantierte Saladin den Zugang nach Jerusalem für christliche Pilger. Zudem ließ er nachträglich zu, dass zwei lateinische Priester in der Grabeskirche ihren Dienst versehen. Saladin selbst begab sich am 11. September 1192 nach Jerusalem. Dort belohnte er treue Anhänger, die auch in kritischen Situationen der Kriegsjahre stets loyal geblieben waren. So berief er Baha ad-Din als Professor an die schafiitische Hochschule, die er wiederbelebt hatte. Saladins Wunsch, um die Jahreswende 1192/1193 den Haddsch, die islamische Pilgerfahrt nach Mekka, durchzuführen, ging nicht in Erfüllung. Wahrscheinlich hielten ihn Auseinandersetzungen mit dem Kalifen in Bagdad und Probleme in seinem Herrschaftsbereich davon ab. Sowohl Saladins Privatsekretär und Minister al-Qadi al-Fadil als auch Baha ad-Din hatten ihm davon abgeraten.

### Tod, Ehrengrab und Nachfolge
Saladin kehrte im November 1192 nach Damaskus zurück, wo sein Sohn al-Afdal zu ihm stieß. Dieser übernahm während Saladins im Februar 1193 offenbar werdender, zum Tod führender Krankheit immer mehr administrative Aufgaben von seinem Vater. Saladin starb am 3. oder 4. März 1193 im Alter von 55 Jahren in Damaskus. Maimonides, sein Leibarzt, war damals nicht anwesend. Seine letzte Ruhestätte fand er erst im Dezember 1195 in einem eigens für ihn erbauten Mausoleum nahe der Damaszener Umayyaden-Moschee. Nach Saladins Willen erhielten seine drei ältesten Söhne Damaskus, Kairo und Aleppo, Saladins Bruder al-Adil den Rest. Saladins Reich drohte bald zu zerfallen, da 17 Söhne, 35 Neffen, der Gatte seiner Tochter und einige seiner Brüder sich um das Erbe stritten. Um 1200 gelang es al-Adil, die alleinige Herrschaft zu erringen und bis zu seinem Tod im Jahre 1218 zu sichern. Auch seine Söhne kämpften um die Nachfolge, und das ayyubidische Reich überdauerte nur noch etwa drei weitere Jahrzehnte.

## Saladins Mausoleum

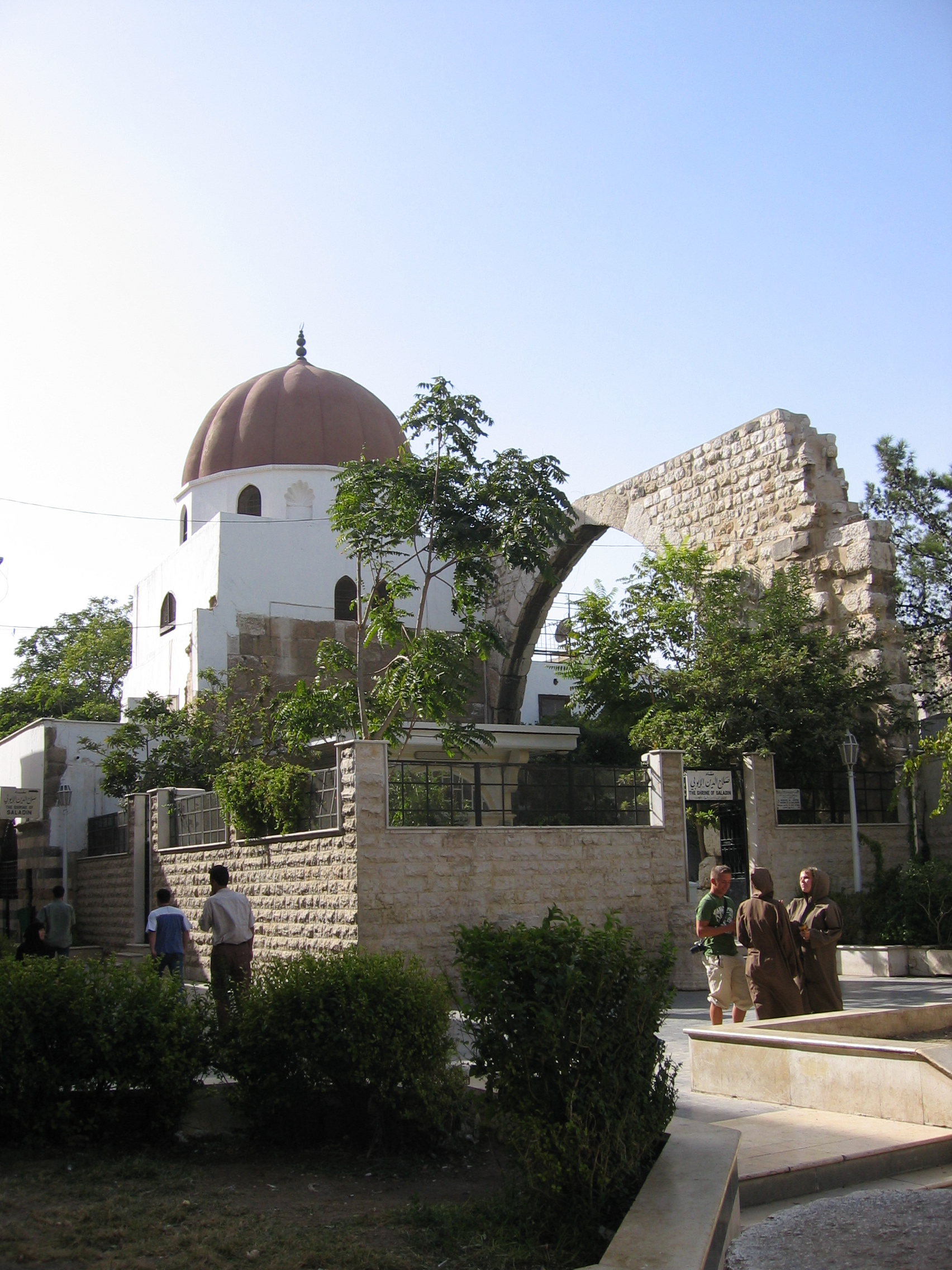
Das Mausoleum Saladins befindet sich in Damaskus

Der Kuppelbau im historischen Stadtzentrum von Damaskus wurde von Saladins Sohn al-Malik al-Aziz Utman gestiftet. Er enthält zwei Sarkophage, einen hölzernen und einen marmornen. Der hölzerne mit eingelegten geometrischen Mustern und Inschriften gilt als der originale. Der linke aus Marmor ist ein im Auftrag Kaiser Wilhelms II. renovierter Sarkophag, den der osmanische Sultan Abdülhamid II. 1878 gestiftet hatte. Wilhelm II. veranlasste und finanzierte zudem eine Restaurierung der gesamten Grabkammer und spendete eine silberne Lampe mit seinem Monogramm und dem Saladins, die über dem neuen Sarkophag aufgehängt wurde, sowie einen seit 1918 im Londoner Imperial War Museum aufbewahrten, vergoldeten Lorbeerkranz mit seinem Monogramm und arabisch beschriebenen Tafeln und Bändern.

## Nachkommen
Saladin war mit Ismataddīn Khātūn verheiratet, hatte mit ihr aber keine gemeinsamen Kinder. Seine 24 Kinder, von denen sechs bereits sehr jung verstarben, stammten von Konkubinen.
Wie der arabische Chronist Abu l-Fida berichtet, hinterließ Saladin bei seinem Tod 17 Söhne und eine Tochter. Seine Tochter heiratete seinen Neffen al-Malik al-Kamil.
Saladin war sehr darauf bedacht, dass seine Söhne im rechten Glauben erzogen wurden. Zwischen den Kriegszügen kümmerte er sich selbst darum, war er unterwegs, übernahmen Tutoren diese Aufgabe, und Saladin wurde durch Kuriere auf dem Laufenden gehalten. Wenn es die Umstände erlaubten, reiste er mit Teilen seiner großen Familie, so beispielsweise im Jahr 1177 mit seinen noch recht kleinen Söhnen al-Afdal und al-Aziz nach Alexandria – höchstwahrscheinlich zusammen mit deren Müttern. Frühzeitig wurden die Söhne im Umgang mit Waffen trainiert und als Beobachter auf Kriegszüge mitgenommen. Sie sollten sich bereits als Elf- oder Zwölfjährige an den Krieg gewöhnen. Al-Afdal nahm als aktiver Kämpfer bereits an der Schlacht von Hattin teil, al-Aziz war bei der Eroberung Jerusalems dabei, und al-Zahir Ghazi spielte schon als Fünfzehnjähriger auf Kriegszügen gegen die Kreuzritter im nördlichen Syrien eine bedeutende Rolle. Anweisungen, die Saladin im Oktober 1192 gab, zeigen einige Maximen für die Erziehung seiner Söhne: Gott stets zu fürchten und zu ehren, Blutvergießen zu vermeiden und lieber zu verhandeln und zu überzeugen, sich mit dem Wohlergehen der Untertanen zu beschäftigen sowie die militärische und die zivile Elite gut zu behandeln, um sich deren Unterstützung zu sichern.
Zu seinen Söhnen, Enkeln und Urenkeln zählen:
- Ali al-Malik al-Afdal Nur (* 1169/70; † 1225), 1193–1196 Emir von Damaskus
- al-Malik al-Aziz Utman (* 1171/72; † 1198), 1193–1198 Sultan von Ägypten
  - al-Malik al-Mansur Nasir ad-Din Muhammad (* 1189; † nach 1216), 1198–1200 Sultan von Ägypten
- al-Malik az-Zahir Ghazi (* 1171/72; † 1216), 1183–1193 Gouverneur von Aleppo, 1193–1216 Emir von Aleppo
  - al-Malik al-Aziz Muhammad (* 1213; † 1236) , 1216–1236 Emir von Aleppo
    - al-Malik an-Nasir Salah ad-Din Yusuf (* um 1228; † 1260), 1236–1260 Emir von Aleppo, 1248–1260 Emir von Homs, 1250–1260 Sultan von Damaskus (Syrien)
- al-Malik ad-Dafer Khider, 1193–1196 Emir von Mosul
- al-Malik az-Zahir Daud († 1234/35), Herr von al-Bireh
- al-Mu'azzam Turan Schah († nach Januar 1260)[45]
- Nosrat ad-Din († nach 1253)[46]

## Saladin als legendäre Gestalt

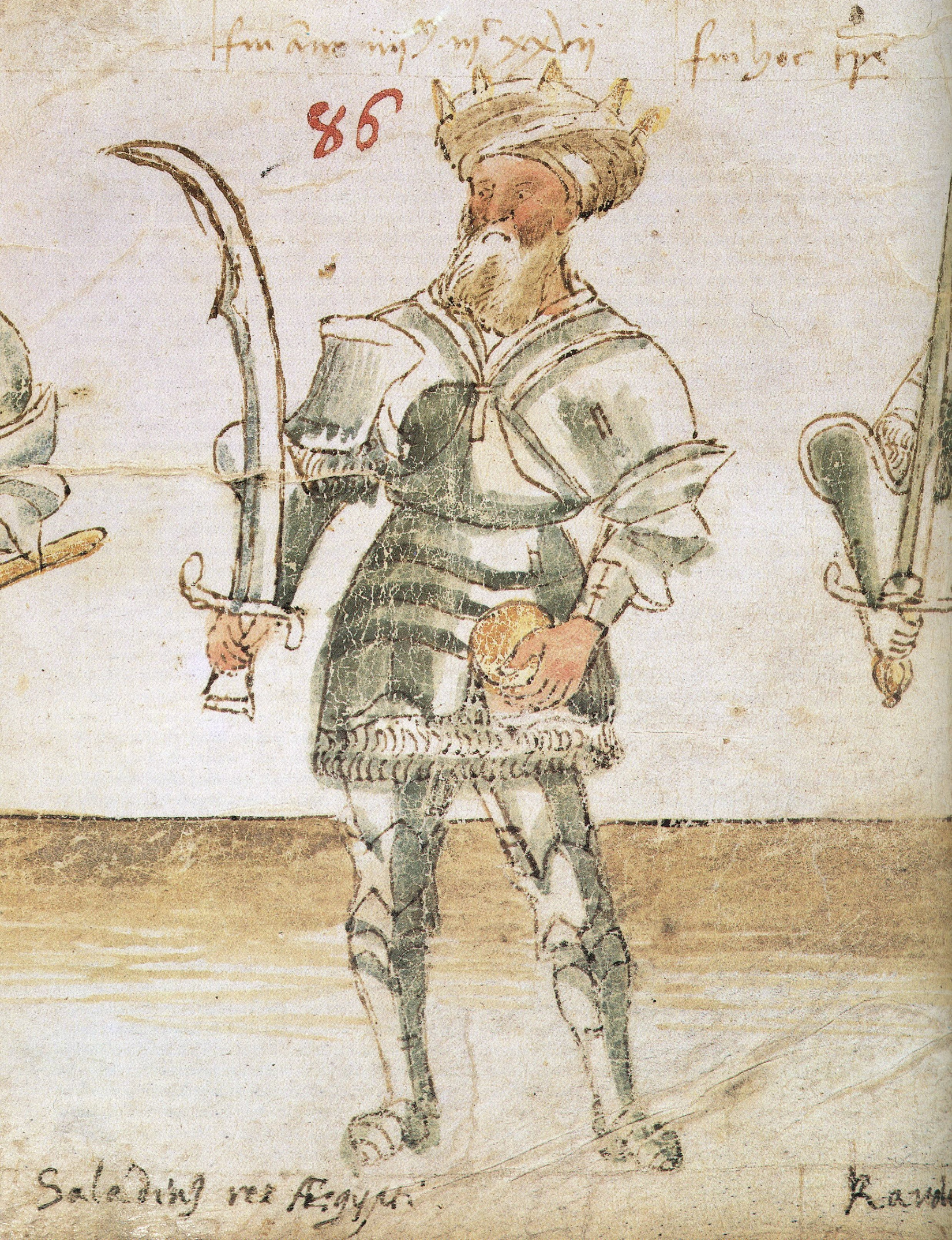
Beispiel für die Rezeption Saladins im christlichen Europa: Saladin in einer ritterlichen Darstellung aus einer mitteleuropäischen Handschrift des 15. Jahrhunderts

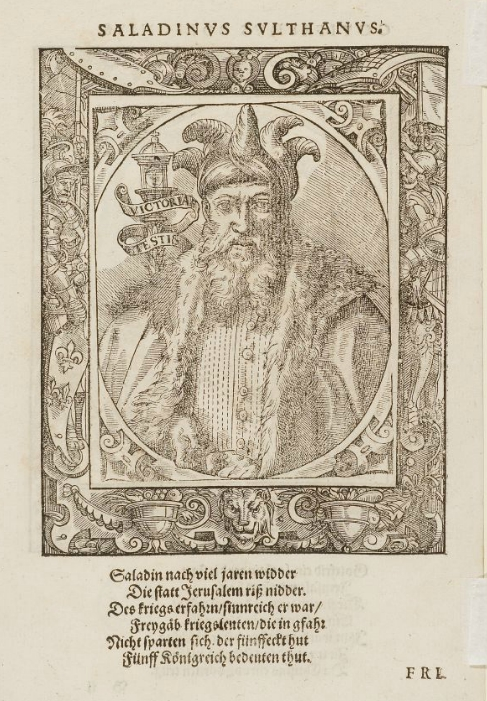
Saladin auf einem Holzschnitt von Tobias Stimmer aus dem Jahr 1577. In der Bildunterschrift wird Saladin als kriegserfahren und sinnreich bezeichnet. „[D]er fünffeckt hut fünff Königreich bedeuten thut.“ Das sind nach Wilhelm von Tripolis Ägypten, Jerusalem, Syrien, Aleppo und Arabien.

Tatsachen und Legenden sowie deren Vermischung und Interpretation prägten das Bild Saladins im christlichen Abendland und im islamischen Orient.

### Großzügigkeit und Freigebigkeit
Christen und Muslime rühmten Saladins Großzügigkeit in finanziellen Dingen und dabei besonders seine Freigebigkeit. Muslime setzten ihn daher mit dem als Jesus identifizierten Mahdi gleich, der die Muslime zum wahren Islam führe und sich durch größte Freigebigkeit auszeichne. Der islamische Historiker Baha ad-Din meinte, Saladins Großzügigkeit sei weithin so bekannt gewesen, dass sie nicht gesondert erwähnt werden müsse. Es reiche mitzuteilen, dass der Herrscher über so viele Länder, als er starb, selbst nur noch 47 Silber-Drachmen und nur ein einziges Goldstück besessen habe. Saladin soll erklärt haben, ein vor ihn hintretender Bittsteller sei selbst dann nicht für sein Erröten entschädigt, wenn er ihm alles Geld aus seinem Schatz schenke. Tatsächlich war Saladin auch gegenüber seinen muslimischen Gegnern und Verbündeten großzügig und freigebig, was ihm aber auch die Kritik einiger muslimischen Zeitgenossen einbrachte. Ein Beispiel für die Einschätzung auf christlicher Seite ist die Meinung Wilhelms von Tyrus, des um 1130 in Jerusalem geborenen Kanzlers des Königreichs Jerusalem, der in Saladin zwar einen hochmütigen und ruhmsüchtigen Herrscher sah, ihm aber dennoch eine außerordentliche Freigebigkeit bescheinigte. Diese Eigenschaft Saladins scheint seinem Naturell und den Werten seiner Erziehung entsprochen haben, wurde von Saladin aber auch mit politischem Kalkül eingesetzt.

### Ritterlicher Gegner und Urbild des edlen Heiden
Im Abendland geriet Saladin nie in Vergessenheit, kein islamischer Herrscher des Mittelalters ist in Europa bekannter. Und obwohl er den Kreuzfahrerstaaten schweren Schaden zugefügt hatte, stand er über Jahrhunderte hinweg in besonders hohem Ansehen. Die Erinnerung an ihn wurde schon bald verklärt und romantisiert. Er ging als „ritterlicher Gegner“ und „Urbild des edlen Heiden“ in die europäische Geschichtsschreibung ein, obwohl er etwa nach der Schlacht bei Hattin die überlebenden Ordensritter (bis auf den Templermeister) hinrichten und die übrigen Gefangenen in die Sklaverei verkaufen ließ. Das soll den Preis für Sklaven so gedrückt haben, dass man einen christlichen Sklaven für ein Paar Sandalen eintauschen konnte.
Als Gegenleistung für die Kapitulation Jerusalems soll er diejenigen Einwohner, die über Vermögen verfügten, gegen ein Kopfgeld in die Freiheit entlassen haben. 18.000 derjenigen, die dieses Kopfgeld nicht selbst aufbringen konnten, wurden für eine mühsam zusammengebrachte Pauschalsumme freigekauft. Etwa 100.000 Dinar insgesamt flossen dabei in Saladins Kasse. Die etwa 15.000 nicht Freigekauften – 7000 Männer sowie 8000 Frauen und Kinder – gerieten in Saladins Gefangenschaft.  Als Saladins Bruder al-Adil das Elend der nicht Freigekauften sah, bat er den siegreichen Feldherrn, ihm 1.000 Sklaven zu schenken. Saladin erfüllte die Bitte, und sein Bruder ließ die ihm geschenkten Sklaven frei.

### Beziehungen zu christlichen Herrschern
Besondere Beachtung fanden in Europa Saladins Beziehungen zu König Richard I. Löwenherz von England und zu Kaiser Friedrich I. Barbarossa.
Sein Verhältnis zu Richard Löwenherz war trotz der militärischen Gegnerschaft von großem gegenseitigem Respekt geprägt. Als Richard bei der Belagerung von Akkon erkrankte, soll Saladin ihm die Dienste seines Leibarztes angeboten und ihm Pfirsiche und Schnee vom Berg Hermon zur Kühlung von Getränken gesandt haben. Als Richard im Kampf bei Jaffa sein Pferd unter dem Leib weggeschossen worden war, habe ihm Saladin durch einen Sklaven zwei edle Araberpferde bringen lassen, damit er standesgemäß weiterkämpfen könne – was wegen der ungewöhnlich ritterlichen Verhaltensweise bei den Chronisten größtes Aufsehen erregte. Während der Kampfpausen pflegte man diplomatischen Kontakt miteinander. Gesandte nahmen an Festlichkeiten, Turnieren und Jagdausflügen teil und man sandte sich Geschenke: der Legende nach einen weißen kurdischen Jagdfalken für Richard, als Gegengabe einen andalusischen Rappen für Saladin.
Um den Krieg im Heiligen Land zu beenden und nach Europa zurückkehren zu können und so seine ins Wanken geratene Herrschaft in England und Frankreich zu sichern, bot Richard Löwenherz an, dass al-Adil, Saladins Bruder, Johanna, die Schwester Richards und Königinwitwe von Sizilien heiraten solle: Sie würde die christlich kontrollierten Gebiete Palästinas erhalten, Saladin solle seinen Bruder mit dem übrigen Heiligen Land belehnen, gemeinsam als Paar von Jerusalem aus regieren und das Land allen Christen und Moslems offenstehen lassen – für Muslime und Christen damals nahezu unvorstellbar. Auch wenn diese Vorschläge von beiden Seiten letztlich nicht allzu ernst genommen wurden, macht der Vorschlag die gegenseitige Wertschätzung deutlich.
Ähnliches ist von Saladins diplomatischen Beziehungen zu Friedrich I. Barbarossa überliefert, bei dem er 1173 für seinen Sohn angeblich um die Hand von dessen Tochter anhielt mit der Option, dass jener dann zum christlichen König gekrönt werden möge. Dies dürfte jedoch eine Legende sein, die später von christlichen Troubadouren verbreitet wurde. Die hierfür nach Aachen entsandte ägyptische Delegation soll ein halbes Jahr am Hof Friedrich I. verweilt haben, wo sie vermutlich über ein Bündnis gegen Byzanz verhandelte. Nach der Rückeroberung Jerusalems durch Saladin soll Friedrich I. diesen in einem Schreiben vom 26. Mai 1188 zu einem ritterlichen Duell am 1. November 1189 in der ägyptischen Ebene Zoan aufgefordert haben. Allerdings gelten dieser guten Glaubens (bona fide) in vielfältigen Formen tradierte Brief und Saladins Antwortbrief ursprünglich als englische Fälschungen.

### Toleranz
Zum Bild des „edlen Heiden“ gehörte auch Saladins religiöse Toleranz. Zeitgenössische Quellen beschreiben ihn als frommen Muslim, der die auf den Koran gegründete Toleranz gegenüber Juden und Christen beachtete. Zwangskonversionen lehnte er ab. Er selbst soll überzeugt gewesen sein, von Gott den Auftrag erhalten zu haben, auf der Welt die rechte Ordnung herzustellen. Dennoch führte er den Kampf gegen die Kreuzfahrer nicht bedingungslos aus, sondern suchte auch immer wieder Waffenstillstände, um gegen seine muslimischen Nachbarn Kriege führen zu können. Auch das gilt als Indiz dafür, dass Saladin nicht nur die Wiedergewinnung Jerusalems und der Sieg über die Kreuzfahrer, sondern darüber hinaus die Wiederherstellung des islamischen Großreiches am Herzen lag. Von daher kann seine Toleranz auch als politisches Mittel zum Zweck angesehen werden. Im Gegensatz zu den katholischen Kreuzfahrern und deren Nachkommen hatten die orientalischen Christen unter Saladin nichts zu befürchten. Sie und auch Juden warb er zur Neubesiedlung des eroberten Jerusalems an und gewährte ihnen die als respektierten Buchbesitzern zustehenden Rechte.
Als Vorkämpfer der Sunna verzichtete er darauf, die als Häretiker angesehenen Schiiten seines Reiches zu verfolgen und setzte ihnen stattdessen eine sunnitische Bildungsoffensive entgegen. Auch gegenüber Sufis, den  islamischen Mystikern, zeigte er sich zugänglich und bedachte sie mit Stiftungen, verhinderte allerdings nicht die Hinrichtung des wegen Ketzerei angeklagten, großen Mystikers Suhrawardi.

### Saladin als der neue Yusuf
Die Geschichte Josephs, des jüngsten Sohnes des alttestamentarischen Jakob, war zu Saladins Lebenszeit populär, zumal Joseph als Yusuf auch im Koran vorkommt. Dort gilt er als Prophet und damit als Vorgänger Mohammeds. Für Saladins muslimische Zeitgenossen lag es nahe, den Yusuf des Korans und Saladin, dessen eigentlicher Name Yusuf war, zu vergleichen und sogar gleichzusetzen. Auch Saladin selbst zog diese Parallelen. Legenden der Muslime, Juden und orientalischen Christen boten viel Stoff für Vergleiche, die darin gipfelten, dass Saladin mündlich und schriftlich als der wiedererstandene Yusuf und als Heilsbringer einer neuen goldenen Zeit apostrophiert wurde.

### Vergessenheit und Wiederentdeckung im Orient
Anders als in Europa geriet die Gestalt Saladins im Orient bald in Vergessenheit. Die Frömmigkeit Nur ad-Dins und die schonungslose Unbarmherzigkeit Baibars I. verblieben länger im kollektiven Gedächtnis. Erst im 19. Jahrhundert rückte Saladin durch die positive Bewertung in Europa wieder in das Bewusstsein der islamischen Welt. So weckte insbesondere die Orient-Reise des deutschen Kaisers Wilhelm II. im Jahr 1898, zu deren Abschluss er das Grab Saladins in Damaskus besuchte, das Interesse der Muslime. In einer Dankesrede rühmte Wilhelm II. Saladin als einen „der ritterlichsten Herrscher aller Zeiten“ und als „Ritter ohne Furcht und Tadel, der oft seine Gegner die rechte Art des Rittertums lehren mußte“.

## Saladin in der europäischen Literatur (Auswahl)
Bereits in Saladins Lebenszeit und kurz danach wurde auf Saladin in Gedichten, Epen und Erzählungen Bezug genommen. Dabei wandelte sich sein Bild vom grausamen Gegner zum  ritterlichen, tugendhaften Herrscher und Feldherrn.
- In dem anonymen Kreuzzugslied Heu voce flebili cogor enarrare von 1188, das in die Carmina Burana aufgenommen worden ist, wird er mit vielen negativen Merkmalen als Widersacher der Kreuzfahrer während der Schlacht bei Hattin und bei der Eroberung Jerusalems sowie als Verwüster des Heiligen Landes und als barbarus perversus („verdorbener, ketzerischer Barbar“) dargestellt. Ihm wird eine antichristliche Größe zugebilligt, die auch die Taten der Kreuzfahrer groß erscheinen lässt.[64][65][66][67]

- Im Itinerarium Peregrinorum et Gesta Regis Ricardi, einer anonymen, noch im 12. Jahrhundert verfassten Prosaerzählung über Richard Löwenherz' Teilnahme am Dritten Kreuzzug dagegen wird Saladin als ehrenwerter Gegner beschrieben, der von Humfried IV. von Toron sogar zum christlichen Ritter geschlagen worden sei.[68][69]

- Walter von der Vogelweide stellte in seiner an Philipp von Schwaben gerichteten Löwenherz-Mahnung von 1201 sowohl den „milten“ Saladin als auch dessen Widersacher und Vertragspartner, den mit einer „gebenden hant“ ausgezeichneten Richard Löwenherz, als Vorbilder der Freigebigkeit dar.[70]

- Im altfranzösischen, um 1300 entstandenen Epos Le Pas Saladin, das den Dritten Kreuzzug behandelt, wird Saladin als generöser und ritterlicher Gegner der christlichen Kreuzfahrer dargestellt.[71][72]

- Im vierten Gesang von Dante Alighieris 1321 vollendeter Göttlicher Komödie hat Saladin als Nichtgetaufter seinen Platz im Limbus: “e solo in parte vidi ’l Saladino” („und alleine seitab sah ich Saladin“).[73] Auch Dante hob Saladins Freigebigkeit hervor.[74][75]

- In Giovanni Boccaccios um 1350 verfasstem Decamerone steht eine Geschichte, in der Saladins Frage nach der einzig richtigen unter den drei Buchreligionen von einem jüdischen Kaufmann mit der Ringparabel beantwortet wird. Diesen Stoff hat später Lessing in seinem Dramatischen Gedicht Nathan der Weise adaptiert und erweitert.[76]

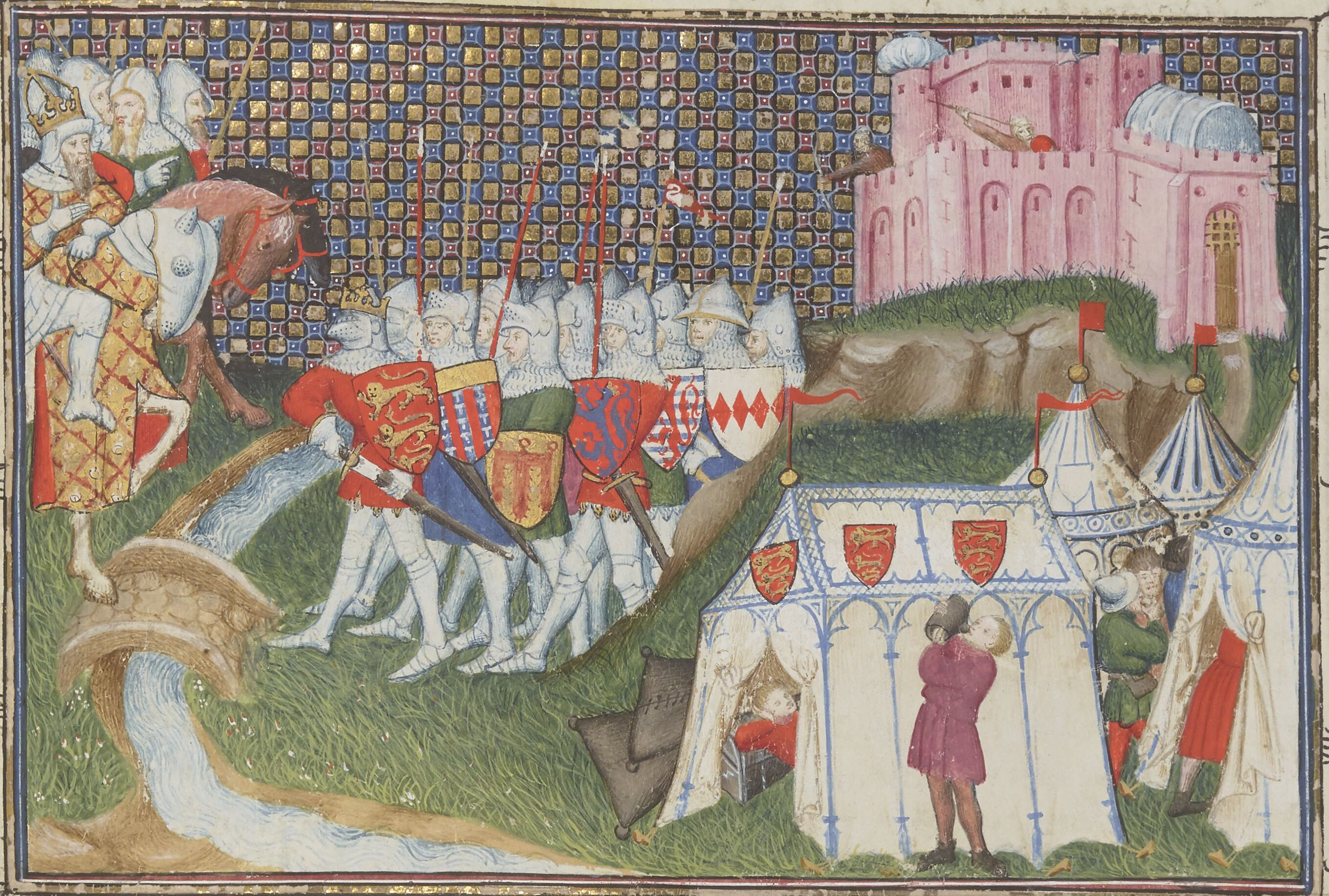
Illustration von 1403/1404 zu Le chevalier errant von Thomas III. de Saluces. Links Saladin mit seinen Rittern, rechts von der Brücke Richard Löwenherz mit seinen Rittern.

- Um 1395 wurde der Erzählstoff von Le Pas Saladin in Thomas III. de Saluces' umfangreichem, in Prosa und Versen abgefassten Abenteuerroman Le chevalier errant wieder aufgegriffen. Das Manuskript Ms 12559 der Bibliothèque nationale de France, Paris von 1403/1404 enthält viele Illustrationen, darunter das Zusammentreffen von Saladin mit den Kreuzfahrern.[77]

- In der Mitte des 15. Jahrhunderts wurde Saladin vom päpstlichen Sekretär Flavio Biondo in dessen Historiarum ab inclinatione Romanorum imperii decades tres sogar als der tüchtigste und gebildetste Herrscher der damaligen Zeit bezeichnet.[75]

- Die fiktive, französische Prosaerzählung Saladin, letzter Teil einer Trilogie aus der zweiten Hälfte des 15. Jahrhunderts, verwendet Inhalte französischer, italienischer und spanischer Berichte ab dem 12. Jahrhundert, in denen Saladins Verhältnis zum Christentum, beispielsweise seine angebliche christliche Herkunft und seine Überlegungen Christ zu werden, behandelt wird. Dabei geht es auch um Kritik an den Zuständen der christlichen Kirche. Berichtet wird in Saladin über des Sultans mit zwei christlichen Rittern unternommene Inkognito-Reise nach Europa. Saladins Ziel ist es, an Ort und Stelle die christliche Kultur kennenzulernen, um entscheiden zu können, ob er Christ werden wolle. Doch die unchristlichen Sitten, zumal die unerträgliche Behandlung von Armen in Paris, lassen ihn zunächst davor zurückschrecken. Zurück in Damaskus rüstet er für einen Kriegszug auf, mit dem er Frankreich in sein Herrschaftsgebiet eingliedern oder es verwüsten will. Dennoch gilt er stets als der den Christen moralisch Überlegene, so auch am Ende der Erzählung, als sich Saladin nach einer Debatte über die drei abrahamitischen Religionen selbst christlich tauft. Für all das gibt es allerdings keinerlei historische Grundlagen.[78]

Das positive Saladinbild hatte vom christlichen Mittelalter bis hinein ins 19. Jahrhundert Bestand. Es zeichnete sich deutlich ab vom traditionell düsteren, negativen Islambild. Nicht erkannt wurde, dass Saladins Handlungsweise als „edler Heide“ nicht nur von ihm als Person bestimmt wurde, sondern auch ein Resultat von Geboten und Verboten des  Korans war. Saladin galt als Ausnahmeerscheinung.
Erst als 1732 eine lateinische Übersetzung der arabischen Saladinbiografie von Bahā' ad-Dīn Yusuf ibn Rafi ibn Shaddād erschienen war, fanden arabische Quellen Beachtung, die das bisher übliche, einseitige Saladinbild korrigieren konnten.
- 1758 wurde die erste moderne Biografie von François Louis Claude Marin veröffentlicht und 1761 ins Deutsche übersetzt.[80][81]

- Große Wirkung entfaltete Voltaires Essai sur les moeurs et l’esprit des nations aus dem Jahr 1756. Darin rühmte Voltaire Saladins Milde bei der Einnahme Jerusalems, die er schon in einer früheren, von Lessing übersetzten Arbeit der blutigen Grausamkeit der Kreuzfahrer bei deren Eroberung Jerusalems entgegengestellt hatte.[80]

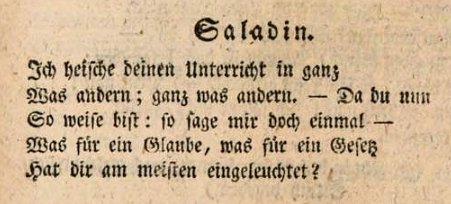
Aus Nathan der Weise: Frage Saladins an Nathan, der mit der Ringparabel antwortet und damit Saladin zur Toleranz führt.

- Als Wegbereiter des Toleranzgedankens der Aufklärung gelangte Saladin durch Lessings 1779 veröffentlichtes Dramatisches Gedicht Nathan der Weise nachhaltig ins Bewusstsein der gebildeten Europäer.[82][83]

- Auch Walter Scott zeichnete in seiner Erzählung Der Talisman von 1825 ein sehr sympathisches Bild Saladins, wobei er sich kaum an die geschichtlichen Fakten hielt.[82][84]

Die für hochmittelalterliche Verhältnisse reichen arabischen und christlichen Quellen ermöglichten – beginnend mit Stanley Lane-Pooles Saladinbiografie von 1898 – immer mehr eine eher nüchterne Betrachtungsweise.

## Saladin in arabischer Literatur (Auswahl)
Saladin ist eine in den Geschichten aus Tausendundeiner Nacht auftretende Figur, so etwa in:
- Der Ägypter und die Frau der Kreuzritter (ANE 234)[87]

## Instrumentalisierung

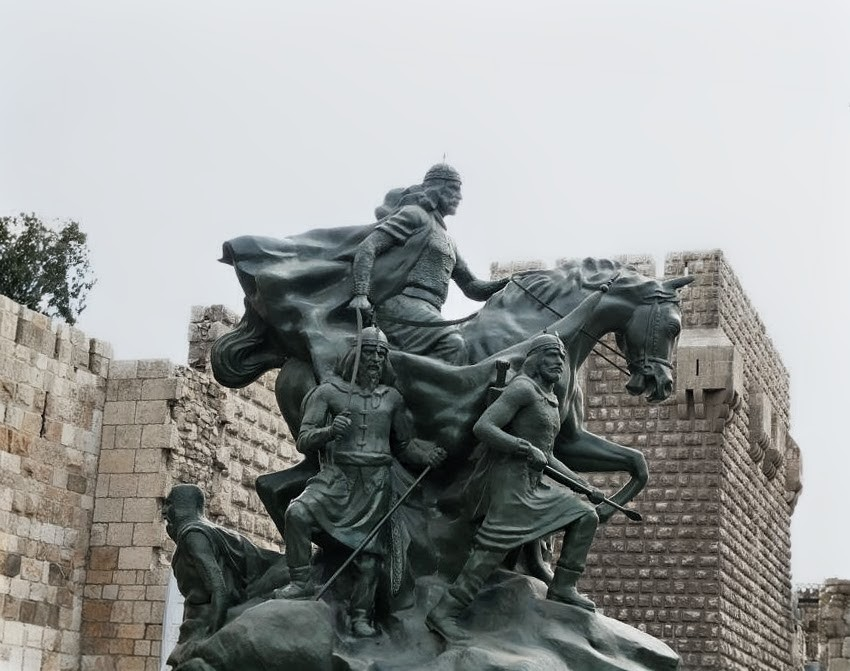
Das 1993 von Hafiz al-Assad zu Saladins 800. Todesjahr enthüllte Saladin-Denkmal vor der Zitadelle von Damaskus

Im Nahen Osten erwachte das Interesse an Saladin erst gegen Ende des 19. Jahrhunderts neu. Vor allem panislamische und panarabische Machthaber instrumentalisierten ihn seither für politische Zwecke.
Der osmanische Sultan Abdul Hamid II. stilisierte Saladin und sich selbst zu Wiedervereinigern der muslimischen Welt. Er war der Ansicht, Europa führe einen Kreuzzug gegen das osmanische Reich. Wie ein politisches Signal für den Nahen Osten wirkten daher die Begegnung Abdul Hamids II. und Kaiser Wilhelms II. und ihr gemeinsamer Besuch des Saladin-Mausoleums in Damaskus im Jahr 1898, wobei der Kaiser Saladins historische Bedeutung rühmte und sich und Deutschland als Freunde aller Muslime darstellte.
Im Gefolge dessen entstand im 20. Jahrhundert auch ein neues Interesse der Muslime an den Kreuzzügen. Die Gründung der Kreuzfahrerstaaten wurde gleichgesetzt mit der Gründung des Staates Israel, und die führenden Politiker und Herrscher setzten sich mit Saladin als Rückeroberer Jerusalems und Verteidiger des Islams gleich.
Der ägyptische Staatspräsident Gamal Abdel Nasser  wurde nach der Vereinigung mit Syrien Präsident der Vereinigten Arabischen Republik und sah sich als neuen Saladin.
Der syrische Präsident Hafiz al-Assad bezeichnete sich selbst als „Saladin des 20. Jahrhunderts“ und ließ 1993 in Damaskus  ein Saladin-Denkmal mit überlebensgroßen Figuren aufstellen. Obwohl er Alawit war, identifizierte er sich mit dem sunnitischen Herrscher und ließ ein Gemälde über seinem Präsidententisch anbringen, auf dem Saladin als Sieger nach der Schlacht von Hattin abgebildet war.
Der irakische Machthaber Saddam Hussein, der wie Saladin in Tikrit geboren wurde, machte sich diese Gemeinsamkeit zunutze. Da das Datum seiner Geburt nicht festgehalten worden war, bestimmte er 1937 zu seinem offiziellen Geburtsjahr. Es fiel dadurch propagandistisch nutzbar mit Saladins 800. Geburtsjahr zusammen. Saddam Hussein ließ sich als gleichrangiger Nachfolger Nebukadnezars, Harun al-Rashids und Saladins feiern. Saladins Bild zierte gemeinsam mit Saddam irakische Briefmarken und Banknoten.
Die irakische Provinz Salah ad-Din und der Adler Saladins sowie die Liwa Ahfad Saladin, eine zur Freien Syrischen Armee gehörende Einheit von 600 Mann, sind nach dem Sultan benannt.
2014 begrüßte der ehemalige Rektor der Al-Azhar-Universität den ägyptischen Präsidenten Abd al-Fattah as-Sisi als Nachfolger Saladins, der Jerusalem erobern werde.
Die panislamische und panarabische Sichtweise auf Saladin wird nicht von Schiiten geteilt, da Saladin die schiitischen Fatimiden in Ägypten zu Gunsten der von ihm begründeten sunnitischen Dynastie der Ayyubiden verdrängte und den in ihren Augen wahren Islam bekämpfte.
Die moderne kurdische Literatur erkor Saladin zum Nationalhelden. Im Gegenzug beriefen sich verschiedene Regierungen in Bagdad auf die Symbolfigur Saladin, um ihren Kampf gegen die kurdische Unabhängigkeitsbewegung zu rechtfertigen.

## Saladin im Film (chronologisch)

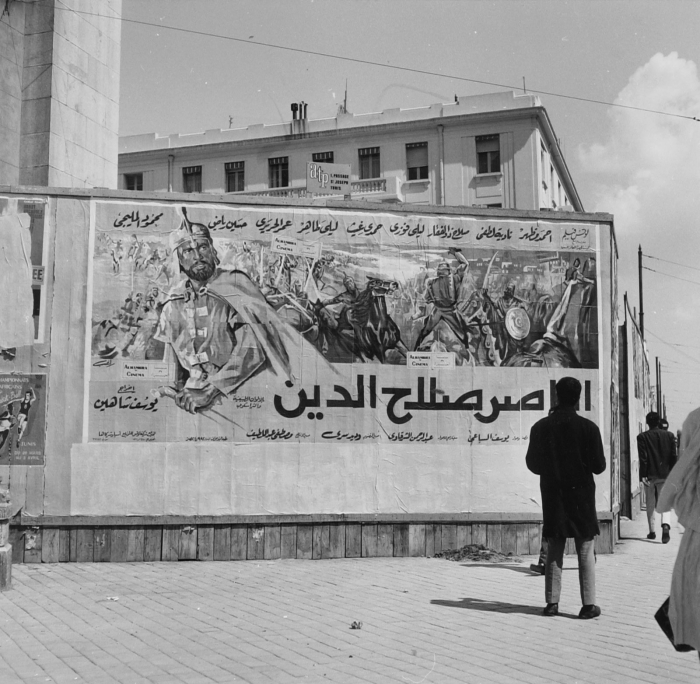
Werbeplakat für den Film An-nasir Salah ad-Din in Tunis

- 1922 verfilmte die Bavaria Film AG Lessings Nathan der Weise (siehe Nathan der Weise (1922)). Der österreichische Schauspieler Fritz Greiner verkörperte Saladin, Regie hatte Manfred Noa. Bereits im Jahr seiner Entstehung wurde der Film von der Filmprüfstelle München abgelehnt. Auch in Polen und Österreich wurden Aufführungen nur unter Auflagen möglich. Nach dem Krieg galt er als verschollen. 1996 wurde eine vollständige gut erhaltene Kopie in Moskau gefunden und im Stil der 20er Jahre eingefärbt.
- Der Film Sultan Saladin (An-nasir Salah ad-Din, Ägypten 1963) zeigt die Rückeroberung Jerusalems unter Saladin, den Beginn des 3. Kreuzzuges sowie die ins Reich der Legenden gehörende Begegnung Saladins mit Richard Löwenherz. Regie führte der Ägypter Youssef Chahine, der für seine filmischen Werke auch in Europa ausgezeichnet wurde (Bspw. Goldene Palme des 50-Jahre-Jubiläums (Prix du Cinquantième) von Cannes 1997).
- Der Feldzug, den Saladin gegen Jerusalem führte, wird in Königreich der Himmel, einem Monumentalfilm von Ridley Scott aus dem Jahr 2005, dargestellt. Allerdings ignoriert der Film, zu Gunsten des Dramas und zur Aufrechterhaltung der Darstellung Saladins als gütiger Herrscher und Balians von Ibelin als ebenso guter Charakter, historische Fakten (beispielsweise nahm Balian am Feldzug nach Tripolis zum Kampf gegen Saladin teil; auch entfällt im Film, dass von jedem Franken innerhalb Jerusalems ein Lösegeld für die freie Abreise verlangt wurde und alle, die nicht zahlen konnten, in Sklaverei gerieten). Die Rolle des Saladin übernahm der Syrer Ghassan Massoud.
- Im Film Arn – Der Kreuzritter (2007) trifft ein schwedischer Tempelritter auf Saladin, wobei sich später dann zwischen den beiden eine Art Freundschaft entwickelt.

### Sekundärliteratur
Gesamtdarstellungen
- Anne-Marie Eddé: Saladin. Übersetzung ins Englische von Jane Marie Todd. Cambridge, Mass. [u. a.] : Belknap Press of Harvard Univ. Press, 2014.
- Andrew S. Ehrenkreutz: Saladin. Albany, N.Y. : State Univ. of New York Press, 1972
- Hannes Möhring: Saladin, Der Sultan und seine Zeit 1138–1193. C. H. Beck, München 2005, ISBN 3-406-50886-3.
- Donald Sydney Richards: Ṣalāḥ al-Dīn. In Clifford Edmund Bosworth (Hrsg.): Encyclopaedia of Islam, Second Edition. Band 9, Leiden, Boston : Brill 1997.
- Peter Thöne: Saladin. In: Biographisch-Bibliographisches Kirchenlexikon (BBKL). Band 25, Bautz, Nordhausen 2005, ISBN 3-88309-332-7, Sp. 1211–1221 (Artikel/Artikelanfang im Internet-Archive).

Einzelaspekte
- Heinz Gaube u. a.: Konfrontation der Kulturen? Saladin und die Kreuzfahrer. Zabern, Mainz 2005, ISBN 3-8053-3466-4
- Johannes Hartmann: Die Persönlichkeit des Sultans Saladin im Urteil der abendländischen Quellen. Nachdr. der Ausg. Berlin 1933, Vaduz : Kraus, 1965.
- Carole Hillenbrand: The Evolution of the Saladin Legend in the West. In: Mélanges de l'Université Saint-Joseph. Bd. 58 (2005), S. 497–512 (online).
- Arua Husaini: Die narrative Darstellung von Salah ad-Dins (gest. 1193) Leben in Ibn Hallikans (gest. 1282) Biographiesammlung. EB Verlag, Bonn 2012, ISBN 978-3-86893-079-5
- Margaret Jubb: The Legend of Saladin in Western Literature and Historiography. Edwin Mellen Press, 2000, ISBN 0-7734-7686-5
- Malcolm Cameron Lyons, D. E. P. Jackson: Saladin. The Politics of the Holy War. Cambridge University Press, Cambridge 1982, ISBN 0-521-31739-8
- Yaacov Lev: Saladin in Egypt. Leiden u. a. : Brill, 1999.
- Hannes Möhring: Saladin und der Dritte Kreuzzug. Wiesbaden : Steiner, 1980, ISBN 3-515-02895-1
- Hannes Möhring: Zwischen Josephs-Legende und Mahdi-Erwartung: Erfolge und Ziele Sultan Saladins im Spiegel zeitgenössischer Dichtung und Weissagung. In Yaacov Lev (Hrsg.): War and Society in the Eastern Mediterranean, 7th–15th Centuries. Leiden u. a.: Brill, 1997
- A. Wieczorek, M. Fansa, H. Meller (Hrsg.): Saladin und die Kreuzfahrer. Zabern, Mainz 2005, ISBN 3-8053-3513-X

### Belletristik
- Tariq Ali: Das Buch Saladin. Heyne, München 1999, ISBN 3-453-16104-1.